# Geir Rönning
Geir Rönning, född Geir Ola Rønning 5 november 1962 i Ålesund, Norge, är en sångare och låtskrivare. Han har varit professionell artist sedan i början på 1990-talet, deltagit i Eurovision Song Contest och skrivit och framfört de officiella låtarna till VM i friidrott 2005 och EM i damfotboll 2009. Han har även varit med i Rhapsody In Rock tillsammans med Robert Wells. Deltog i Idol 2010 och slutade på en sjunde plats.

## Karriär
Rönning bodde i sin ungdom flera år i Stockholm, där han påbörjade sin musikkarriär. Kring millennieskiftet 2000 flyttade han till Finland där han började spela med ett rockband. 
Geir Rönning gjorde 2005 den officiella VM-låten "Victory" till VM i friidrott 2005 som han framförde live på den officiella öppningsceremonin och slutceremonin.
Under 2006 var Rönning ett av dragplåstren i den nordiska megashowen ”Abba in Symphony” tillsammans med Tommy Körberg. År 2006 till 2007 hade Rönning "The Geir Rönning Show" i Helsingfors.
År 2009 medverkade han i popmusikalen PlayMe på Svenska Teatern i Helsingfors. Samma år skrev och framförde han den officiella EM-låten "Champions of the day" till EM i damfotboll 2009 tillsammans med Karoliina Kallio. Under 2008 var han med i Rhapsody In Rock tillsammans med bland andra Charlotte Perrelli och Jessica Andersson.

### Eurovision Song Contest
Han skrev 1994 sången "Gi alt vi har" till Jahn Teigen, som framförde den i den norska uttagningen till Eurovision Song Contest. Under de efterföljande tre åren skrev Rönning tre låtar till uttagningen. År 2002 deltog han i den finska uttagningen till Eurovision Song Contest med balladen "I Don't Wanna Throw It All Away", med vilken han blev trea. 2004 gjorde han åter ett försök med "I Don't Need To Say", då han kom femma. På tredje försöket, 2005, tog han hem segern med balladen "Why?" och därmed fick han representera Finland i Eurovision Song Contest i Kiev. I tävlingens semifinal fick han 50 poäng och slutade på artonde plats, vilket inte räckte för avancemang till finalen. I Norsk Melodi Grand Prix 2006 sjöng han duetten "Lost and Found" med Jorun Erdal och slutade på fjärdeplats.

### Idol
År 2010 sökte Rönning till Idol 2010 i Stockholm, där han har tog sig vidare till den direktsända kvalveckan. I kvalfinalen den 1 oktober 2010 röstades han fram som en av veckofinalisterna. Han är därmed den äldsta deltagaren någonsin i svenska Idol som tävlar i veckofinalerna. Rönning åkte dock ut den 5 november i den femte deltävlingen, dagen han fyllde 48 år.

## Diskografi
Album
- 1996 – ...første gang
- 2005 – Ready For the Ride
- 2008 – Bare du som vet
- 2016 – Längtan

Singlar
- 1996 – "Uten de' "
- 2004 – "I Don't Need To Say"
- 2005 – "Ready For The Ride"
- 2005 – "Why?"
- 2005 – "Victory"
- 2009 – "Champions Of The Day" (med Karoliina Kallio)